# Major General Wallace F. Randolph
Die USAMP Major General Wallace F. Randolph (auch MG Randolph) war ein Minenleger der United States Army. Er wurde 1942 von der Marietta Manufacturing Company (West Virginia) an das US-amerikanische Militär ausgeliefert. Nach seiner Außerdienststellung folgten zivile Einsätze, bis das Schiff im März 1986 als künstliches Riff vor Florida versenkt wurde.

## Militärische Geschichte
Die USAMP (United States Army Mine Planter) MG Randolph lief am 2. Juni 1942 in Point Pleasant (West Virginia) vom Stapel, wo sie eines von 16 Schiffen war, die von der Marietta Manufacturing Company an die US Army geliefert wurden.
Ihre Aufgabe war es, defensive Minenfelder für das Army Coastal Artillery Corps vor der Ostküste zu legen.
Nachdem die United States Navy die Aufgabe der Minenlegung 1949 übernommen hatte, ging 1951 auch die MG Randolph in ihren Besitz über. Umbenannt zu USS Nausett (ACM-15) lag das Schiff bis 1960 in Green Cove Springs (Florida) in Reserve, ohne allerdings jemals wieder in Dienst gestellt zu werden.
Am 1. Juli 1960 wurde die Nausett schließlich aus der Navy entlassen, ausgeschlachtet und an "Caribbean Enterprises" verkauft.

## Spätere Verwendung
Später wurde sie von der Firma Florida Power & Light als Versuchsplattform im Rahmen der Erforschung von Blitzeinschlägen verwendet. So kam sie zu ihrem letzten Namen: Thunderbolt (Blitz).
Schließlich wurde das Schiff am 6. März 1986 als Teil des „Florida Keys Artificial Reef Association Project“ etwa vier Meilen südlich von Marathon auf den Florida Keys versenkt. Sie liegt heute als Attraktion für Taucher relativ intakt und aufrecht auf Sandgrund in rund 40 Metern Tiefe.